# Bronowice (powiat strzelecko-drezdenecki)
Bronowice (niem. Braunsfelde) – wieś w Polsce położona w województwie lubuskim, w powiecie strzelecko-drezdeneckim, w gminie Strzelce Krajeńskie.
W latach 1975–1998 miejscowość administracyjnie należała do województwa gorzowskiego.

## Zabytki
Do wojewódzkiego rejestru zabytków wpisane są:
- zespół dawnego kościoła ewangelickiego Chrystusa Króla, z końca XIX wieku:
  - kościół, obecnie rzymskokatolicki filialny pw. Chrystusa Króla[5]
  - cmentarz, obecnie nieczynny
  - ogrodzenie, murowano-kamienne.